# Seleção Canadense Feminina de Hóquei no Gelo
A Seleção do Canadá de Hóquei no gelo Feminino representa o Canadá nas competições oficiais da FIHG. Atualmente ocupa a segunda posição do ranking mundial, atrás dos Estados Unidos, maior rival na modalidade esportiva.

## Ligações Externas
- Site Oficial